# Ali Farahat
Ali Adel Farahat (beim Weltschachbund FIDE bis 2014 Ali Frhat; * 22. August 1975) ist ein ägyptischer Schachspieler und -trainer, der seit April 2019 für die United States Chess Federation spielberechtigt ist.

## Spieler
Bei der afrikanischen Einzelmeisterschaft 2005 in Lusaka belegte er den geteilten dritten Platz. Er erhielt dafür den Titel Internationaler Meister. Erneut Dritter bei der afrikanischen Meisterschaft wurde er 2014 in Windhoek. Beim Schach-Weltpokal 2005 in Chanty-Mansijsk verlor er in der ersten Runde gegen Lewon Aronjan. 2008 gewann er das 4. Open in Asyut. Bei der ägyptischen Einzelmeisterschaft 2013 in Alexandria belegte er den zweiten Platz, die ägyptische Meisterschaft 2014 in Kairo gewann er.
Mit der ägyptischen Nationalmannschaft nahm er an den Schacholympiaden 2006 und 2008 teil mit einem Gesamtergebnis von 7 Punkten aus 14 Partien. Für Ägypten spielte er auch bei den Mannschaftsweltmeisterschaften 2015 (in Zaghkadsor) und 2017 (in Chanty-Mansijsk). Bei der Mannschafts-WM 2017 erzielte er eine Norm zum Erhalt des Großmeister-Titels.
Die arabische Vereinsmeisterschaft gewann er 2007 mit der ägyptischen Mannschaft Al-Sharqiya Dukhan in Khartum und 2015 in Agadir. 2017 gewann er mit Al-Hawar die afrikanische Vereinsmeisterschaft in Kairo, gewann dabei alle seine sieben Spiele am fünften Brett mit einer Elo-Leistung von 2910 und hatte damit das beste Ergebnis aller Spieler am fünften Brett bei diesem Turnier.
Die Elo-Zahl Ali Farahats beträgt 2309 (Stand: August 2025), seine bisher höchste Elo-Zahl lag bei 2424 im Mai 2017.

## Trainer
Bei der afrikanischen Juniorenmeisterschaft 2007 in der Nähe von Kasungu, Malawi war er der Trainer des Ägypters Kareim Wageih, der die afrikanische Juniorenmeisterschaft gewann und inzwischen den Titel Internationaler Meister trägt. Trainer war Ali Faraht in den Vereinigten Arabischen Emiraten für den Dubai Chess Club und den Fudschaira Chess Club. Bei der Schacholympiade 2016 war er Teamkapitän der ägyptischen Frauenmannschaft. Seit 2005 ist Ali Farahat offizieller FIDE-Instructor, seit 2013 trägt er den Titel FIDE-Trainer.